# MS Henrik Ibsen
Ej att förväxla med DS Henrik Ibsen

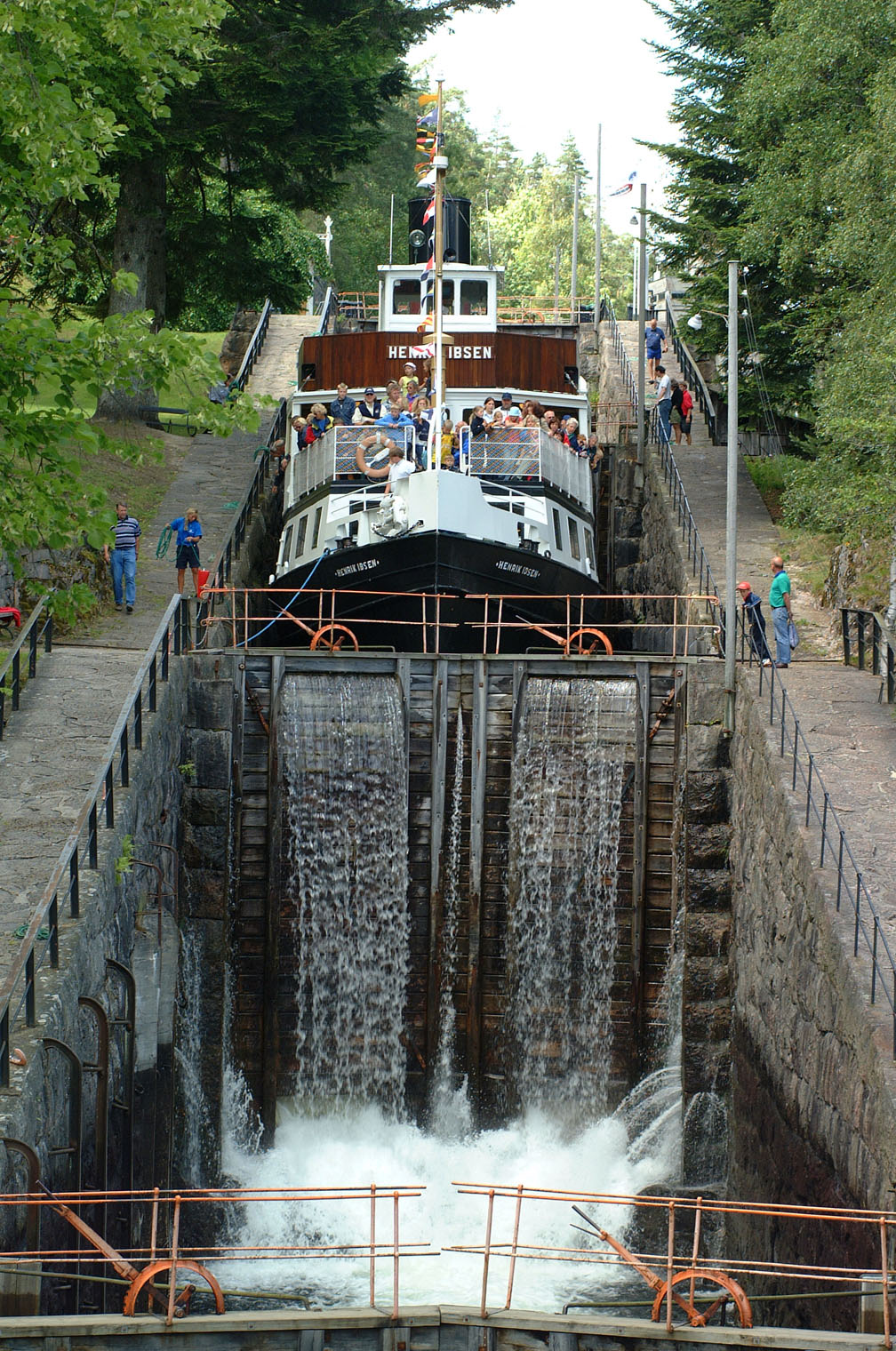
MS Henrik Ibsen i Telemarkskanalen, 2005

MS Henrik Ibsen är ett norskt passagerarfartyg som trafikerar Telemarkskanalen. Fartyget byggdes år 1907 vid Eriksbergs Mekaniska Verkstad i Göteborg som Styrsö åt Göteborgs Nya Ångslups AB. Hon var försedd med en ångmaskin på 282 hästkrafter och sattes in i linjetrafik i Göteborgs skärgård.
Efter ägarbyte till Styrsö Nya Trafik AB byggdes främre delen av övre däck in år 1929. Ångmaskinen ersattes av en dieselmotor på 360 hästkrafter från Burmeister & Wain år 1952. Linjetrafiken avslutades år 1960 och därefter gick hon i chartertrafik i skärgården. 
I november 1992 såldes fartyget till Turist Trafikk Dalen AS i Skien i Norge och året efter sattes hon i trafik på Telemarkskanalen som Henrik Ibsen. År 2009 såldes hon till ägaren av Dalen hotel, Thor Morten Halvorsen, som lät renovera henne för fortsatt trafik mellan Skien och Dalen. Efter ett maskinhaveri i juni 2011 ersattes  dieselmotorn med en begagnad motor av samma typ från en dansk bogserbåt.